# Iljušin Il-96
Iljušin Il-96 je ruský širokotrupý čtyřmotorový dopravní letoun pro střední a dálkové lety vyvinutý v konstrukční kanceláři Iljušin na konci 80. let. Byl prvním dálkovým sovětským širokotrupým letounem. Vyráběný je ve verzích pro přepravu cestujících nebo přepravu nákladu. Navržen je pro 300-435 cestujících a jeho dolet je 9000 km. K prvnímu letu došlo v roce 1988 a výroba probíhala od roku 1992 ve Voroněži.

## Vývoj

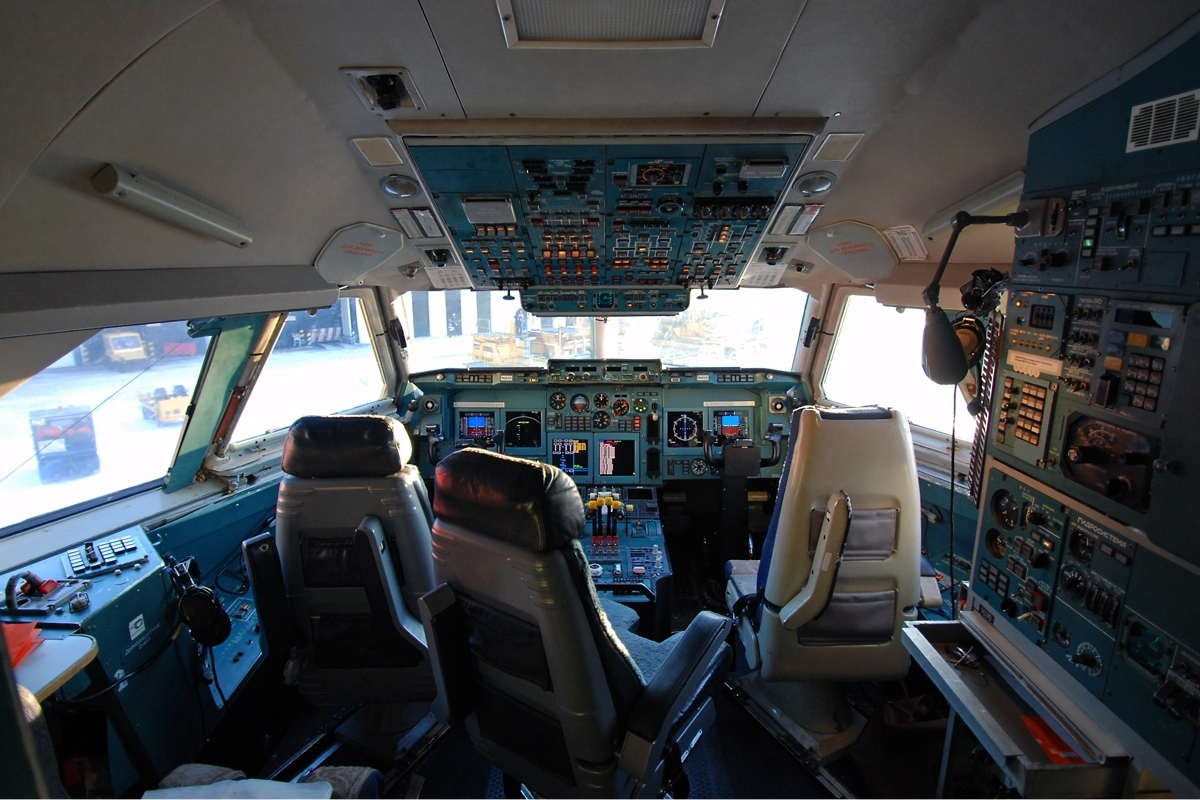
Kokpit verze Il-96-300

Letoun vznikl vývojem z typu Iljušin Il-86, jenž nesplnil očekávané technické i provozní parametry, zejména, co se týče doletu a počtu cestujících. První prototyp vzlétl 28. září 1988 a první stroje byl do služby zavedeny roku 1992. Většina současných letounů patří k této verzi.
Od roku 1990 pokračoval další vývoj, na jehož závěru byl typ Il-96M/T, který byl osazen americkými motory Pratt & Whitney PW2337 a avionikou americké firmy Collins. Pilotní kabina stroje byla vybavena šesti multifunkčními displeji, letoun měl elektroimpulsivní řízení (fly-by-wire), motory splňují hlukové předpisy Stage III ICAO. Interiér letounu a jeho vybavení bylo rovněž na vysoké úrovni. Díky použití amerických motorů došlo k úspoře spotřeby paliva. Přes všechna vylepšení se tato modifikace na trhu neuplatnila.
Konstrukční kancelář Iljušin se nakonec vrátila k relativně moderním ruským motorům PS-90A a ruské avionice ve vylepšené verzi Il-96/400(T), jejíž spotřeba paliva je již srovnatelná se západními analogy. Tento typ je však zatím vyráběn pouze v nákladní verzi (2010).

## Varianty
- Il-96-300 - základní verze s ruskými motory PS-90A, vyrobeno 21 ks + 3 ks rozestavěny
- Il-96-300PU - verze pro přepravu ruského prezidenta
- Il-96M - verze pro standardní přepravu 350 cestujících, s prodlouženým trupem, může pojmout až 436 pasažérů, osazen americkými motory PW2337. Prototyp poprvé vzlétl 6. dubna 1993, vyroben 1 ks (2010).
- Il-96T - nákladní verze pro přepravu 92 tun nákladu s PW2337. Prototyp poprvé vzlétl 16.  května  1997, vyrobeno 0 ks (2010).
- Il-96-400 - rozpracovaná vylepšená verze, s ruskými motory a ruskou avionikou, vyrobeno 0  ks (2010).
- Il-96-400T - vylepšená nákladní verze. Prototyp poprvé vzlétl 25. dubna  2009, výroba 3+3  ks (2010).[3]

## Specifikace

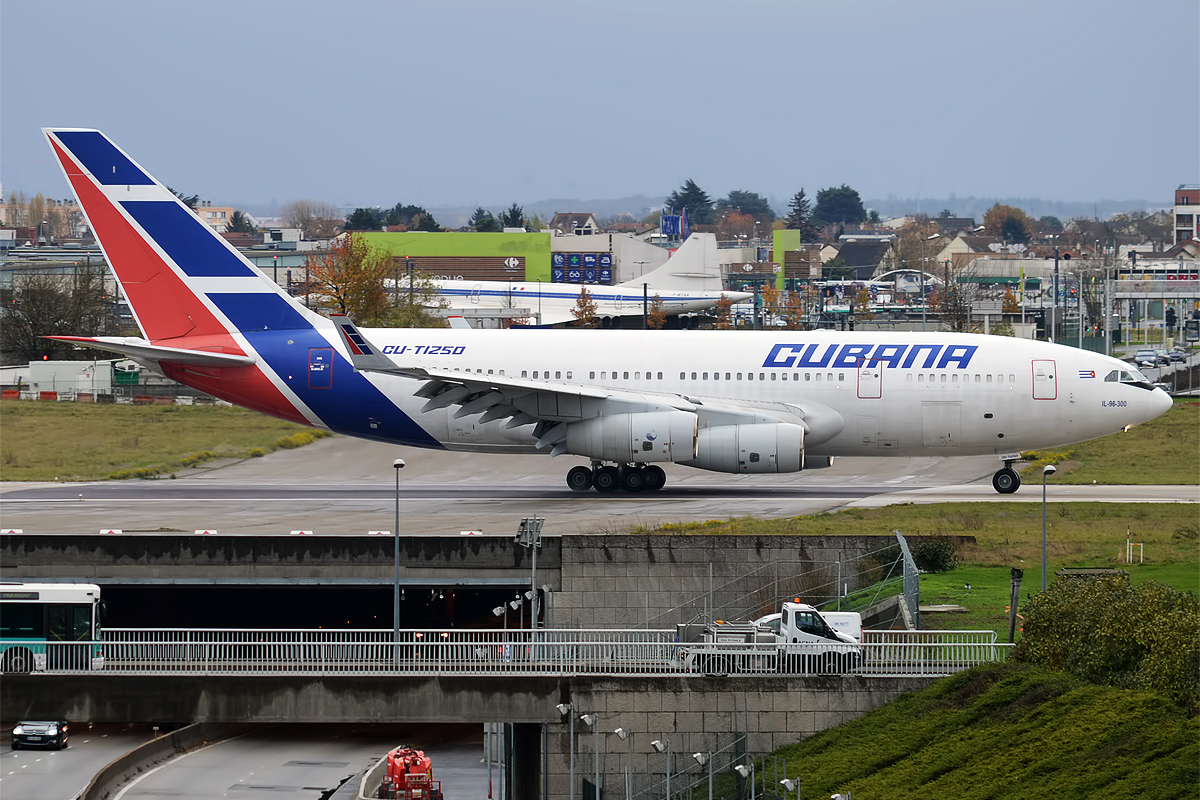
Il-96-300 společnosti Cubana

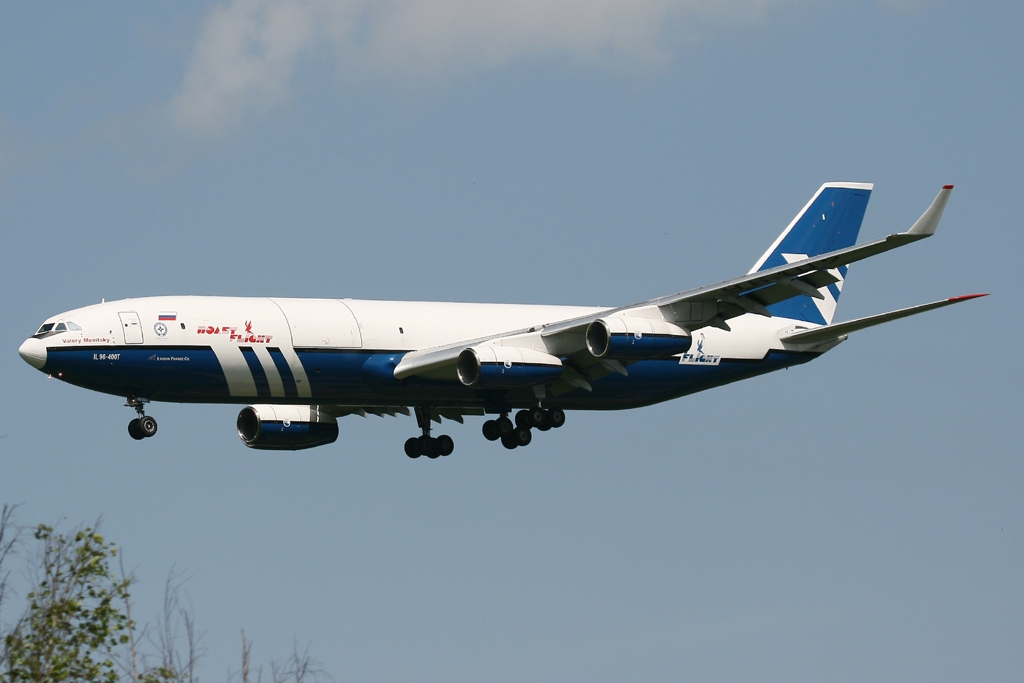
IL-96 400T společnosti Polet

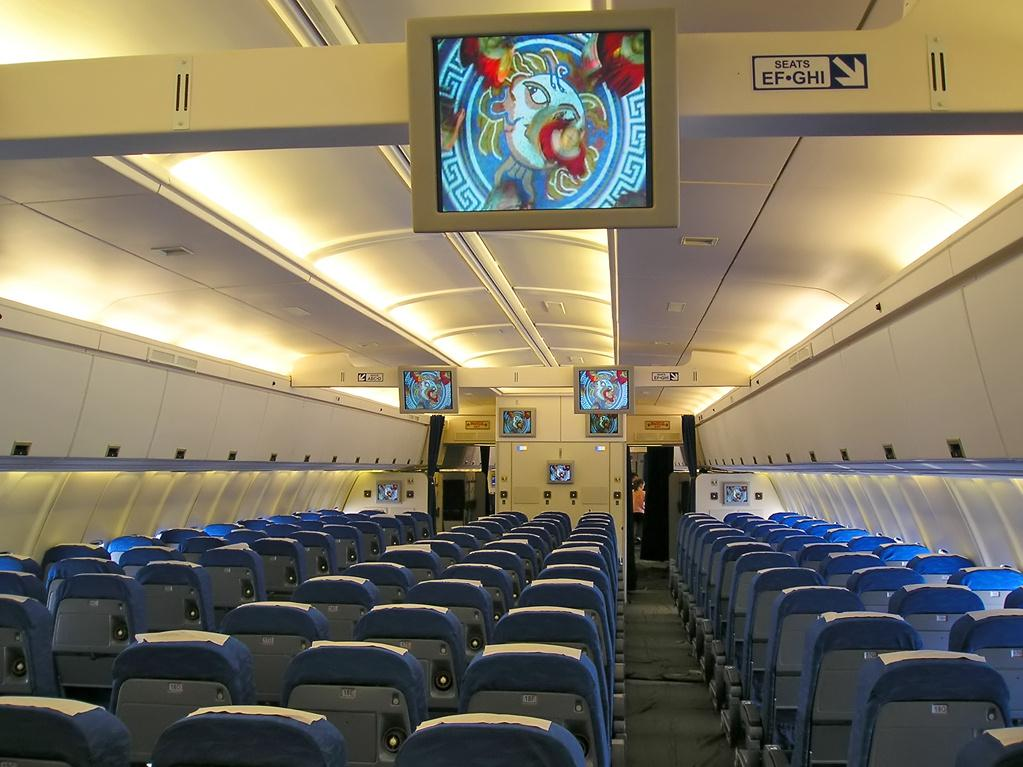
Interiér stroje Iljušin Il-96 společnosti Cubana de Aviación

| Parametr                      | Il-96-300 | Il-96M | Il-96T | Il-96-400 |
| ----------------------------- | --- | --- | --- | --- |
| Posádka                       | Tři | Dva | Dva | Dva (op. Tři) |
| Kapacita míst ve 3 třídách    | 237 | 307 | | 315 |
| Kapacita míst ve 2 třídách    | 263 | 340 | | 386 |
| Kapacita míst v jedné třídě   | 300 | 420 | | 436 |
| Náklad                        | F.H.1: 9 000 kg (vpředu) F.H.2: 15 000 kg (vzadu) F.H.3: 1 000 kg (vzadu) 6 LD3 (vpředu) 10 LD3 (vzadu)                                      | | 580 m³ hlavní paluba 114 m³ přední spodní paluba 82 m³ zadní spodní paluba 18 LD3 (vpředu) 14 LD3 (vzadu)                                    | 114 m³ přední spodní paluba 82 m³ zadní spodní paluba 18 LD3 (vpředu) 14 LD3 (vzadu)                                                         |
| Délka                         | 55,3 m (181 ft 7 in) | 64,7 m (212 ft 3 in) | 63,939 m (209 ft 9.28 in) | 63,939 m (209 ft 9.28 in) |
| Rozpětí                       | 60,11 m (197 ft 3 in) | 60,11 m (197 ft 3 in) | 60,11 m (197 ft 3 in) | 60,11 m (197 ft 3 in) |
| Nosná plocha křídel           | 350 m² (3767,9 ft²) | 350 m² (3767,9 ft²) | 350 m² (3767,9 ft²) | 350 m² (3767,9 ft²) |
| Šípovitost křídla             | 30° | 30° | 30° | 30° |
| Klapky/Sloty                  | I – 2°/3° (275 KIAS), II 3°/25° (264 KIAS), III – 10°/25° (243 KIAS), IV – 25°/25° (210 KIAS) pro vzlet, V – 40°/25° (189 KIAS) pro přistání | I – 2°/3° (275 KIAS), II 3°/25° (264 KIAS), III – 10°/25° (243 KIAS), IV – 25°/25° (210 KIAS) pro vzlet, V – 40°/25° (189 KIAS) pro přistání | I – 2°/3° (275 KIAS), II 3°/25° (264 KIAS), III – 10°/25° (243 KIAS), IV – 25°/25° (210 KIAS) pro vzlet, V – 40°/25° (189 KIAS) pro přistání | I – 2°/3° (275 KIAS), II 3°/25° (264 KIAS), III – 10°/25° (243 KIAS), IV – 25°/25° (210 KIAS) pro vzlet, V – 40°/25° (189 KIAS) pro přistání |
| Šířka kabiny                  | 5,70 m (18,70 ft) | 5,70 m (18,70 ft) | 5,70 m (18,70 ft) | 5,70 m (18,70 ft) |
| Průměr trupu                  | 6,08 m (19,94 ft) | 6,08 m (19,94 ft) | 6,08 m (19,94 ft) | 6,08 m (19,94 ft) |
| Výška                         | 15,7 m (57 ft 7 in) | 15,7 m (57 ft 7 in) | 15,7 m (57 ft 7 in) | 15,7 m (57 ft 7 in) |
| Operační prázdná hmotnost     | 120 400 kg (265 198 lb) | 132 400 kg (291,630 lb) | 116 400 kg (256 387 lb) | 122 300 kg (269,383 lb) |
| Max. hmotnost bez paliva      | 180 000 kg (403 000 lb) | | 208 400 kg (459 030 lb) | |
| Max. přistávací hmotnost      | 183 000 kg (403 083 lb) | 220 000 kg (484 581 lb) | 220 000 kg (484 581 lb) | 220 000 kg (484 581 lb) |
| Max. vzletová hmotnost        | 250 000 kg (551 000 lb) | 270 000 kg (595 000 lb) | 270 000 kg (594 713 lb) | 265 000 kg (583 700 lb) |
| Max. užitečné zatížení        | 40 000 kg (88 105 lb) | 58 000 kg (127 753 lb) | 92 000 kg (202 643 lb) | 58 000 kg (127 753 lb) |
| Délka vzletové dráhy při MTOW | 2 340 m (7 677 ft) | 3 000 m (9 843 ft) | 2 700 m (8 858 ft) | 2 700 m (8 858 ft) |
| Délka přistávací dráhy        | 860 m (2,821 ft) | 1 800 m (5 906 ft) | 1 650 m (5 511 ft) | 1 650 m (5 511 ft) |
| Max. kapacita paliva          | 152,620 l (40,322 US gal) | 152,620 l (40,322 US gal) | 152,620 l (40,322 US gal) | 152,620 l (40,322 US gal) |
| Motory (x4)                   | Aviadvigatěl PS-90A | Pratt & Whitney PW2037 | Pratt & Whitney PW2337 nebo Aviadvigatěl PS-90A1                                                                                             | Aviadvigatěl PS-90A1 |
| Tah (x4)                      | PS-90A: 156,9 kN (35 242 lb) N2:10 425 RPM                                                                                                   | 170,1 kN (38 250 lb) N2:12 360 RPM | PW2337: 166,8 kN (37 500 lb) N2:12 360 RPM                                                                                                   | PS-90A1: 170,7 kN (38 326 lb) |
| Suchý tah (x4)                | 2 950 kg (6 497 lb) | 3 314 kg (7 300 lb) | PW2337: 3 314 kg (7 300 lb) | 2 950 kg (6 497 lb) |
| Cestovní rychlost             | 0,78 až 0,84 Machu nebo 850 až 870 km/h TAS (459 až 469 KTAS)                                                                                | 0,78 až 0,84 Machu nebo 850 až 870 km/h TAS (459 až 469 KTAS)                                                                                | 0,78 až 0,84 Machu nebo 850 až 870 km/h TAS (459 až 469 KTAS)                                                                                | 0,78 až 0,84 Machu nebo 850 až 870 km/h TAS (459 až 469 KTAS)                                                                                |
| Maximální rychlost            | Mach 0,84 nebo 900 km/h IAS (485 KIAS) | Mach 0,84 nebo 900 km/h IAS (485 KIAS) | Mach 0,84 nebo 900 km/h IAS (485 KIAS) | Mach 0,84 nebo 900 km/h IAS (485 KIAS) |
| Dostup                        | 13 100 m (43 000 Ft) | 13 100 m (43 000 Ft) | 13 100 m (43 000 Ft) | 13 100 m (43 000 Ft) |
| Cestovní výška                | 9 000 až 12 000 m (29 527 až 39 370 Ft) | 9 000 až 12 000 m (29 527 až 39 370 Ft) | 9 000 až 12 000 m (29 527 až 39 370 Ft) | 9 000 až 12 000 m (29 527 až 39 370 Ft) |
| Dolet s max. užitečnou zátěží | 11 500 km (6 209 nmi) | 12,800 km (6,907 nmi) | 5 000 km (2 699 nmi) | 10 000 km (5 400 nmi) |
| Dolet s max. zásobou paliva   | 13 500 km (7 289 nmi) | 15 000 km (8 100 nmi) | 12 000 km (6 479 nmi) | 12 000 km (6 479 nmi) |